# Canet Rock (documental)

Póster amb il·lustració de Josep Maria Vallès i Torner per a l'estrena del film Canet Rock als Cinemes Arkadín l'any 1976.

Canet Rock és un llargmetratge documental de 1976, impulsat per Àngel Casas,produït per Josep Antoni Pérez Giner, dirigit per Francesc Bellmunt amb muntatge d'Anastasi Rinos i fotografia de Tomàs Pladevall i Joan Minguell.
La pel·lícula recull en temps real els fets més destacats del primer festival Canet Rock de l'any 1975, tant en l'àmbit musical com en l'ambiental. Sis unitats de filmació en 16 mm, càmeres CP-16, van ser testimonis de tot el procés que va fer possible l'esdeveniment; des de la infraestructura i muntatge dels espais escènics, a la logística de seguretat, l'arribada de les vint mil persones assistents, l'acollida i les expectatives dels canetencs, a més de les actuacions i el festiu comiat de matinada. Les entrevistes i la música del documental perfilen un retrat d'un moment històric que anunciava un canvi polític i cultural prometedor. Sisa, prohibit pel Govern Civil franquista, inicia el film amb una interpretació d'El setè cel amb l'esplanada del post Canet Rock ja buida de gent.
L'any 2014, Francesc Bellmunt, Xavier Camí i Jordi Oset van gravar un documental de vint minuts, La rulot, per commemorar el quaranta aniversari del primer Canet Rock 1974.